# مورد برگ‌کوچک
مورد برگ‌کوچک (نام علمی: Archirhodomyrtus beckleri) نام یک گونه از تیره موردیان است.